# Mulliboks Mond
Mulliboks Mond (Originaltitel: Progress) ist die 15. Folge der ersten Staffel der US-amerikanischen Science-Fiction-Fernsehserie Star Trek: Deep Space Nine. Sie wurde in den Vereinigten Staaten über Syndication vermarktet und erstmals am 9. Mai 1993 auf verschiedenen Fernsehsendern ausgestrahlt. In Deutschland war sie zum ersten Mal am 24. April 1994 in einer synchronisierten Fassung auf Sat.1 zu sehen.

## Handlung
Im Jahr 2369 bei Sternzeit 46844.3 besucht der bajoranische Minister Toran die Raumstation Deep Space Nine, denn mit Hilfe der Föderation soll ein bedeutendes Projekt in Angriff genommen werden: Die Energieversorgung des Planeten Bajor soll erheblich ausgebaut werden, indem der geschmolzene Kern von Jeraddo, einem seiner Monde, angezapft wird. Die bajoranische Verbindungsoffizierin Kira Nerys und die Wissenschaftsoffizierin Jadzia Dax brechen mit dem Runabout USS Ganges auf, um eine letzte Inspektion des Mondes vorzunehmen. Zu ihrer Überraschung registrieren sie Lebenszeichen, obwohl alle Bewohner des Mondes längst hätten evakuiert werden sollen. Kira beamt auf die Oberfläche, um sich das genauer anzusehen. Sie materialisiert auf einer Farm, wo sie von einem Mann und einer Frau bedroht wird. Ein älterer Mann kommt hinzu und will Kira zunächst fortschicken, lädt sie dann aber zum Abendessen ein. Auf ihre Aufforderung, den Mond zu verlassen, geht er zunächst nicht ein.
Auf der Station hört unterdessen der junge Ferengi Nog ein Gespräch seines Onkels, des Barbesitzers Quark, mit an. Diesem wurden 5000 Packungen cardassianische Yamok-Sauce geliefert, weil vergessen wurde, die Bestellung zu stornieren. Da die Cardassianer die Station längst verlassen haben, weiß Quark nicht, was er jetzt mit dieser Lieferung anfangen soll. Nog wittert Profit und überredet seinen besten Freund Jake Sisko, den Sohn des Stationskommandanten Benjamin Sisko, gemeinsam nach einem Käufer zu suchen. Sie machen schnell einen Frachterkapitän ausfindig, der mit den Cardassianern handelt. Der kann ihnen aber nur ein Tauschgeschäft anbieten und will die Yamok-Sauce gegen 100 Gros selbstdichtende Schaftbolzen tauschen, auf denen er wiederum sitzen geblieben ist, da ein bajoranischer Kunde sie nicht bezahlen konnte. Nog und Jake sind einverstanden, allerdings weiß Quark noch nichts von ihrem Vorhaben. Als Nog ihm gegenüber die Yamok-Sauce beiläufig erwähnt, ist er von dem Thema aber so genervt, dass er von Nog verlangt, sie ihm einfach nur vom Hals zu schaffen. Dem Geschäft steht damit nichts mehr im Weg.
Während Kira hilft, das Abendessen vorzubereiten, lernt sie den alten Mann besser kennen. Er stellt sich als Mullibok vor. Kira versucht ihm zu erklären, dass durch das Energiegewinnungsprojekt in Kürze kein Leben auf Jeraddo mehr möglich sein wird. Mullibok nimmt seinen drohenden Tod mit erstaunlicher Gleichgültigkeit hin und zieht eine Umsiedelung gar nicht in Betracht. Er erzählt, dass er vor der Brutalität der Cardassianer geflohen sei, als diese Bajor besetzt hielten, und sich hier eine Existenz als Farmer aufbaute. Kira war während der Besatzung im Widerstand und sie erinnert sich, dass es nur durch Fanatismus möglich war, gegen die Cardassianer durchzuhalten und sie letztlich zu vertreiben. Schließlich begreift sie, dass Mullibok ebenso fanatisch seine neue Heimat verteidigen wird. Sie kehrt daraufhin zur Station zurück und bittet Toran, ihr mehr Zeit zu geben, um Mullibok zu überzeugen. Toran lehnt das ab, da er den Zeitplan des Projekts nicht gefährden will. Er ordnet an, dass Mullibok und seine Gefährten unverzüglich evakuiert werden sollen, notfalls mit Gewalt. Kira kehrt mit einigen Sicherheitsleuten nach Jeraddo zurück. Es kommt zu einem Kampf, bei dem Mullibok schwer verletzt wird. Kira ruft sofort Stationsarzt Julian Bashir herbei, der ihn versorgt.
Nog und Jake inspizieren die erworbenen Schaftbolzen und werden von Chefingenieur Miles O’Brien informiert, dass die Fracht nicht ordnungsgemäß deklariert ist. Während des Gesprächs stellt sich heraus, dass die beiden keine Ahnung haben, wofür Schaftbolzen eigentlich gut sind und zu ihrer Enttäuschung weiß O’Brien es auch nicht. Se wollen die Ware daher wieder loswerden und beschließen, den ursprünglichen Käufer namens Sirco Ch’Ano zu kontaktieren. Um ihre Identität zu verschleiern, stört Nog die Video-Verbindung zu Sirco. Die beiden geben sich als das „Noh-Jay-Konsortium“ aus und wollen ihm die Schaftbolzen zu dem günstigen Preis von fünf Barren Latinum verkaufen. Sirco kann ihnen aber wieder nur ein Tauschgeschäft anbieten und sie erwerben von ihm schließlich ein Stück Land.
Mullibok erholt sich langsam und erfährt, dass seine Gefährten umgesiedelt wurden. Er will aber weiterhin bleiben und Kira beschließt, sich eine Weile um ihn zu kümmern. Sie baut sogar an einem Brennofen weiter, an dem Mullibok schon lange arbeitet. Commander Sisko stattet ihr einen Besuch ab. Sie erklärt ihm, dass sie es gewohnt war, gegen Unterdrücker zu kämpfen, und jetzt das Gefühl hat, auf der anderen Seite zu stehen, was ihr gar nicht zusagt. Sisko will sie überzeugen, dass ihr Auftrag einer guten Sache dient, und vertraut darauf, dass sie letztlich die richtige Entscheidung treffen wird.
Nog und Jake haben unterdessen keine Ahnung, was sie mit ihrem Stück Land anfangen sollen. Zufällig hören sie eine Unterhaltung zwischen Quark und Sicherheitschef Odo. Odo will ein ominöses „Noh-Jay-Konsortium“ ausfindig machen, das angeblich auf der Station ansässig sein soll. Die bajoranische Regierung will dessen Land für ein Bauprojekt erwerben. Jetzt sieht Nog endlich die Gelegenheit zum Profit. Er bietet seinem Onkel an, das Land an die Bajoraner zu verkaufen, für eine Gewinnbeteiligung in Höhe von fünf Barren Latinum.
Mullibok kann inzwischen sein Bett verlassen und setzt unbeirrt die Arbeit an seinem Brennofen fort. Als er ihn schließlich vollendet hat, wird Kira klar, dass sie radikalere Schritte ergreifen muss. Sie packt ihre Sachen und die von Mullibok. Sie verkündet ihre Absicht, den Mond zu verlassen, und will, dass Mullibok sie nach Bajor begleitet. Er entgegnet jedoch, dass er hier bleiben wird, solange sein Haus steht. Kira sieht nun keinen anderen Ausweg, als Mulliboks Brennofen zu zerstören und sein Haus anzuzünden. Nun hat er keine andere Wahl, als den Mond gemeinsam mit Kira zu verlassen.

## Verbindungen zu anderen Star-Trek-Produktionen
Der Handlungsstrang um Kira und Mullibok weist einige inhaltliche Parallelen zu Folge 3.02 (Die Macht der Paragraphen) von Raumschiff Enterprise – Das nächste Jahrhundert aus dem Jahr 1989 auf.
Die selbstdichtenden Schaftbolzen (Bauteile, von denen niemand so recht weiß, wofür sie gut sind) sind hier erstmals zu sehen. Sie wurden im weiteren Verlauf von Star Trek: Deep Space Nine zu einem Running Gag und wurden auch in mehreren Folgen weiterer Star-Trek-Serien erwähnt.

## Produktion

### Drehbuch
Diese und weitere Folgen entstanden aus der Erkenntnis des Produktionsteams heraus, dass die Figur Kira Nerys in der ersten Hälfte der ersten Staffel von Star Trek: Deep Space Nine zu stark vernachlässigt worden war.
Peter Allan Fields hatte Mullibok ursprünglich deutlich manipulativer und weniger sympathisch angelegt, als er letztlich in der fertigen Folge erschien.

### Drehorte und Kulissen
Alle Szenen auf Mulliboks Farm entstanden auf einem Set in den Paramount Studios.

### Darsteller
Nicholas Worth, Darsteller des lissepianischen Captains, spielte auch Sorm in Folge 5.17 (Der Datenkristall) von Star Trek: Deep Space Nine und Lonzak in zwei Folgen von Star Trek: Raumschiff Voyager.
Michael Bofshever, Darsteller von Minister Toran, spielte auch einen Außerirdischen in Romulanergestalt in Folge 6.25 (Gefangen in einem temporären Fragment) von Raumschiff Enterprise – Das nächste Jahrhundert.
Terrence Evans, Darsteller von Baltrim, spielte auch Proka Migdal in Folge 2.05 (Die Konspiration) von Star Trek: Deep Space Nine und Botschafter Treen in Folge 4.04 (Nemesis) von Star Trek: Raumschiff Voyager.
Daniel Riordan, Darsteller einer Wache, hatte zuvor bereits Rondon in Folge 1.19 (Prüfungen) von Raumschiff Enterprise – Das nächste Jahrhundert gespielt. Er spielte später noch Duras in zwei Folgen von Star Trek: Enterprise.
Der Sprecher des nur über Funk zu hörenden Sirco Ch’Ano wurde in den Credits der Folge nicht genannt. Seine Identität ist unklar.

## Rezeption
Keith DeCandido bewertete Mulliboks Mond 2013 auf tor.com als eine herausragende Folge von Star Trek: Deep Space Nine. Er fand sowohl das Drehbuch als auch Brian Keiths Darstellung von Mullibok äußerst stark. DeCandido fand es clever, dass Mulliboks Schicksal im Grunde von Anfang an feststeht und es in der Folge eigentlich darum geht, dass sich Kira von ihrem früheren Leben als Widerstandskämpferin löst und ihre neue Rolle als Offizierin akzeptiert.